# Wyoming (Michigan)
Pour les articles homonymes, voir Wyoming (homonymie).
Wyoming est une ville située dans l’État américain du Michigan. Selon le recensement de 2000, sa population est de 69 368 habitants. Wyoming est une banlieue de Grand Rapids, dans le comté de Kent.

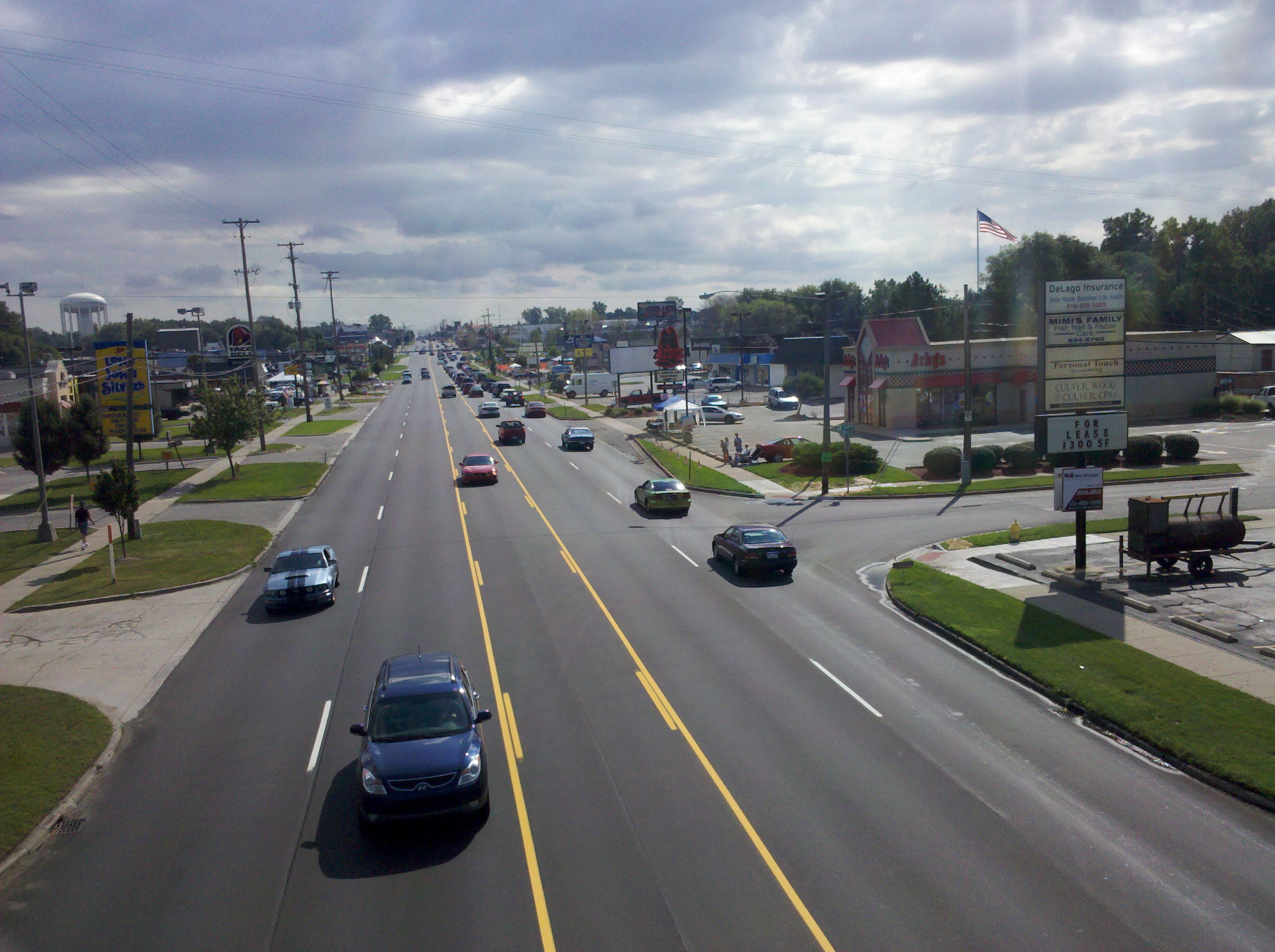
En regardant vers l'est le long de la 28e rue

## Source
- (en) Cet article est partiellement ou en totalité issu de l’article de Wikipédia en anglais intitulé « Wyoming, Michigan » (voir la liste des auteurs).